# Charles Kettering
Charles Franklin Kettering (29 d'agost de 1876 — 24 o 25 de novembre de 1958) va ser un inventor, enginyer, empresari estatunidenc, posseïdor de 140 patents.
Nascut en una comunitat d'hisendes en el mig-oest americà, Kettering va estudiar enginyeria a la Universitat Estatal d'Ohio. En 1909, va crear la Companyia de Laboratoris d'Enginyeria Delco, amb Edward A. Deeds. Va desenvolupar del generador Delco – que va ser una font crucial d'electricitat per a milers de llars.
Un dels seus principals invents va ser el motor d'arrencada elèctrica per a vehicles. La ignició elèctrica de Kettering va ser inicialment instal·lada en un Cadillac, el 17 de febrer de 1911. Fins llavors, els automobilistes – o un assistent amb forts braços – havien de girar el motor girant una manovella per poder arrencar-ho. Kettering va patentar més de 140 innovacions, incloent-hi acabats de laca per a cotxes, combustibles amb plom antidetonants, l'aplicació del dièsel a locomotores i la primera màquina registradora operada elèctricament.
També es va distingir com a mecenes i filantrop: entre altres coses, va ser un dels fundadors (1945) i col·laboradors de la famosa Sloan-Kettering Institute de Nova York per a la recerca del càncer. El seu nom va ser donat a una nova ciutat d'Ohio, i per les seves activitats en el camp de l'automoció va ingressar, el 1967, a l'Automotive Hall of Fame.